# Веллей Макрин
Веллей Макрин (лат. Velleius Macrinus) — римский политический деятель второй половины III века.
Возможно, его родственником был Тит Седаций Веллей Приск Макрин. До 269 года Макрин занимал должность консула-суффекта, однако точный год его пребывания на этой должности остаётся неизвестным. В 269 году он находился на посту легата пропретора Вифинии. Макрин является последним провинциальным наместником, упомянутым с титулом легат Августа пропретор.